# Amydrium
Amydrium, biljni rod hemiepifita iz porodice kozlačevki raširen po dijelovima Azije: Indokina, Sumatra, Borneo, Filipini, Nova Gvineja.
Postoji pet priznatih vrsta. Tipična je A. humile s Malajskog popuotoka i Sumatre.

## Vrste
1. Amydrium hainanense (H.Li, Y.Shiao & S.L.Tseng) H.Li
2. Amydrium humile Schott
3. Amydrium medium (Zoll. & Moritzi) Nicolson
4. Amydrium sinense (Engl.) H.Li
5. Amydrium zippelianum (Schott) Nicolson